# John Whitney Hall
John Whitney Hall (13 de setembro de 1916 - 21 de outubro de 1997), foi um historiador americano do Japão que se especializou em história japonesa pré-moderna. O trabalho da sua vida foi reconhecido pelo governo japonês, que lhe concedeu a Ordem do Tesouro Sagrado.

## Honras
- Ordem do Tesouro Sagrado[2]
- Prémio Fundação Japão[3]

### Prémio do livro AAS John Whitney Hall
O Conselho do Nordeste da Ásia (NEAC) da Associação para Estudos Asiáticos (AAS) apresenta o John Whitney Hall Book Prize, que é concedido anualmente desde 1994 por um excelente livro em inglês publicado no Japão ou na Coreia.